# Three Sided Coin
Three Sided Coin – pierwszy kompilacyjny album kanadyjskiego zespołu rockowego Nickelback, wydany 11 czerwca 2002 roku. Płyta ukazała się początkowo w Japonii, nakładem wytwórni Roadrunner International. Album został wydany w celach promocyjnych przy okazji koncertów grupy w Japonii, podczas trasy "Silver Side Up Tour". W roku 2003 album został wydany także w Europie. Kompilacja składa się z utworów z płyt "Curb", "The State", oraz "Silver Side Up". Dodatkowo na płycie znalazł się utwór "Yanking Out My Heart", który został nagrany podczas sesji do albumu "Silver Side Up", a następnie zamieszczony na limitowanej edycji albumu "The Long Road". Płytę nieoficjalnie można traktować jako swego rodzaju "The Best Of..." zespołu.

## Lista utworów
| Nr. |  | Tytuł                  | Tekst        | Muzyka                 | Długość |
| --- |  | ---------------------- | ------------ | ---------------------- | ------- |
| 1.  |  | "Too Bad"              | Chad Kroeger | Nickelback             | 3:54    |
| 2.  |  | "Breathe"              | Chad Kroeger | Nickelback             | 3:58    |
| 3.  |  | "How You Remind Me"    | Chad Kroeger | Nickelback             | 3:43    |
| 4.  |  | "Old Enough"           | Chad Kroeger | Nickelback             | 2:48    |
| 5.  |  | "Leader of Men"        | Chad Kroeger | Nickelback             | 3:30    |
| 6.  |  | "Little Friend"        | Chad Kroeger | Nickelback / Jeff Boyd | 3:48    |
| 7.  |  | "One Last Run"         | Chad Kroeger | Nickelback             | 3:30    |
| 8.  |  | "Just Four"            | Chad Kroeger | Nickelback             | 4:03    |
| 9.  |  | "Woke Up This Morning" | Chad Kroeger | Nickelback             | 3:52    |
| 10. |  | "Never Again"          | Chad Kroeger | Nickelback             | 4:22    |
| 11. |  | "Yanking Out My Heart" | Chad Kroeger | Nickelback             | 3:35    |
|     |  |                        |              |                        |         |

## Twórcy
Nickelback
- Chad Kroeger – śpiew, gitara rytmiczna, produkcja
- Ryan Peake – gitara prowadząca, wokal wspierający
- Mike Kroeger – gitara basowa
- Ryan Vikedal – perkusja

- Brandon Kroeger - perkusja (6), (8)

Produkcja
- Produkcja albumu: Chad Kroeger, Rick Parashar, Dale Penner, Larry Anschell
- Nagrywany: Utwór (6), (8) w "Turtle Recording Studios" w Richmond (Kolumbia Brytyjska) w 1996 roku
  - Utwory (2), (4), (5), (7) w "Green House Studios" Burnaby, Kolumbia Brytyjska w 1998 roku
  - Utwory (1), (3), (9), (10), (11) w "Green House Studios" Burnaby, Kolumbia Brytyjska w 2001 roku
- Wytwórnia muzyczna: Roadrunner International